# Роузи Фиоре
Роузи Фиоре (на английски: Rosie Fiore) е южноафриканска писателка на произведения в жанра социална драма, любовен роман и научна фантастика. Пише научна фантастика под псевдонима Кас Хънтър (на английски: Cass Hunter).

## Биография и творчество
Роузи Фиоре е родена в Йоханесбург, Южна Африка. Следва драма и получава бакалавърска степен с отличие в университета „Витватерсранд“ в Йоханесбург. След дипломирането си работи като писател на свободна практика за театъра, телевизията, списанията, рекламата, за скечове и корпоративния пазар. Премества се в Лондон през 2000 г. Получава магистърска степен по творческо писане от Лондонския университет. Прави следдипломна квалификация по педагогика. Преподава творческо писане в университет.
Първият ѝ роман „Тазгодишното черно“ е издаден през 2004 г. Той е забавна, тъжна и изненадваща история за пътуването на една жена, за да се наложи като имигрант през 2004 г. в Лондон и да изгради нов живот на ново място, десет години след края на апартейда в Южна Африка, оставяйки успешна кариера в Йоханесбург, семейство и приятели.
Следват романите ѝ „Куц ангел“ (2006), „Бебета в очакване“ (2012), „След Изабела“ (2016), „Какво остави тя“ (2017) и романтичния „Жените чудо“ от едноименната поредица.
През 2018 г. е издаден романът ѝ „И аз съм Рейчъл“. В историята, Рейчъл, Ейдън и Клоуи са щастливо семейство, но когато Рейчъл, която е брилянтен учен, внезапно загива, съпругът и дъщеря ѝ трябва да се справят не само със загубата, но и с нейния „подарък“ – робота Ай Рейчъл, който е нейно точно копие, и който става част от семейството. Романът поставя темата за технологиите, научния прогрес и роботиката и тяхното отношение към личния живот.
Роузи Фиоре живее със семейството си в Северен Лондон.

## Произведения

### Като Роузи Фиоре

#### Самостоятелни романи
- This Year's Black (2004)[1][2]
- Lame Angel (2006)
- Babies in Waiting (2012)
- After Isabella (2016)
- What She Left (2017)

#### Поредица „Жените чудо“ (Wonder Women)
1. Wonder Women (2013)[1][2]
2. Holly at Christmas (2013)

#### Новели и разкази
- Leaves (2013)[1]

#### Пиеси
- Through a Glass Darily

### Като Кас Хънтър

#### Самостоятелни романи
- The After Wife (2018)[1][2]
И аз съм Рейчъл, изд.: ИК „Кръгозор“, София (2018), прев. Владимир Полеганов